# Walckenaeria thrinax
Walckenaeria thrinax là một loài nhện trong họ Linyphiidae.
Loài này thuộc chi Walckenaeria. Walckenaeria thrinax được Ralph Vary Chamberlin & Wilton Ivie miêu tả năm 1933.